# تصويت تربيعي

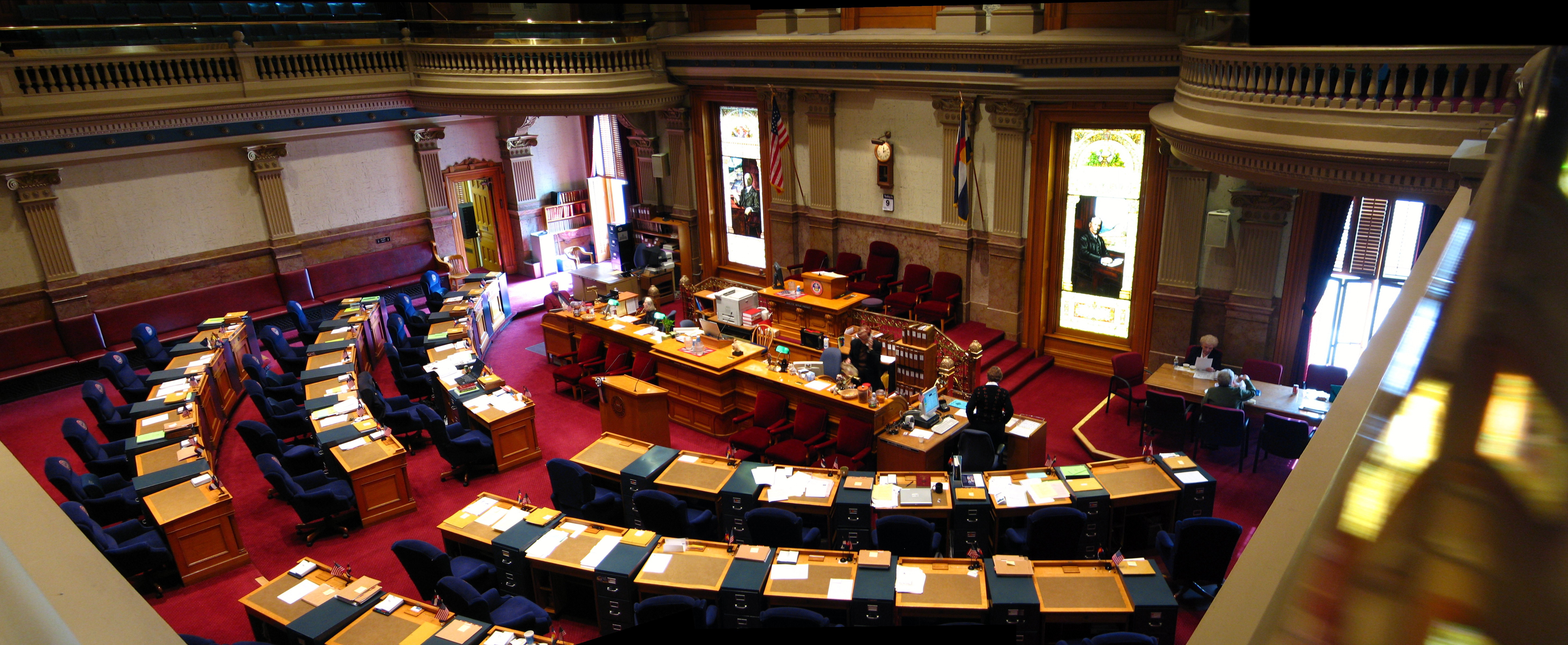
داخل مبنى الكابيتول بولاية كولورادو، حيث جرت عملية التصويت التربيعية

التصويت التربيعي هو عملية صناعة قرار جماعية يتضمن تخصيص الأفراد للأصوات للتعبير عن درجة تفضيلاتهم، بدلاً من مجرد اتجاه تفضيلاتهم. من خلال القيام بذلك، يسعى التصويت التربيعي إلى معالجة قضايا تناقض كوندورسيه وقاعدة الأغلبية. يعمل التصويت التربيعي من خلال السماح للمستخدمين "بالدفع" مقابل أصوات إضافية بشأن مسألة معينة للتعبير عن دعمهم لقضايا معينة بشكل أقوى، مما يؤدي إلى نتائج تصويت تتماشى مع أعلى درجة استثمار للمصوت بالقرار الذي يصوت عليه، بدلاً من مجرد النتيجة التي يفضلها الأغلبية بغض النظر عن شدة التفضيلات الفردية. قد يكون الدفع مقابل الأصوات من خلال عملات اصطناعية أو حقيقية (على سبيل المثال، من خلال الرموز المشفرة الموزعة بالتساوي بين الأعضاء المصوتين أو بأموال حقيقية).   التصويت التربيعي هو أحد أشكال التصويت التراكمي. وهو يختلف عن التصويت التراكمي عن طريق تغيير علاقة "التكلفة" و"التصويت" من علاقة خطية إلى علاقة تربيعية.
تم تطوير مفهوم التصويت التربيعي بناءً على مبادئ السوق، حيث يتم منح كل ناخب ميزانية من الأصوات التي لديه القرارات الشخصية والتفويضات لإنفاقها من أجل التأثير على نتيجة مجموعة من القرارات. إذا كان لدى أحد المشاركين دعم قوي لقرار معين أو ضده، فيمكن تخصيص أصوات إضافية كي يعبر الداعم عن درجة دعمه الدقيقة للقرار، بدلًا من مجرد التعبير عما إذا كان يدعم القرار أو لا. تحدد قاعدة تسعير التصويت تكلفة الأصوات الإضافية، حيث يصبح كل صوت أكثر تكلفة بشكل متزايد. من خلال زيادة تكاليف ائتمان الناخبين، يصبح النظام دالًا على دعم الفرد ومصالحه تجاه قرار معين.  إذا تم استخدام الأموال، فيتم إعادة تدويرها في النهاية إلى الناخبين على أساس نصيب الفرد. نشر كل من جلين ويل وستيفن لالي بحثًا في عام ٢٠١٧ زعموا فيه أنهما يثبتان أن سياسة صنع القرار هذه تزيد الكفاءة مع زيادة عدد الناخبين.  الصيغة المبسطة لكيفية عمل التصويت التربيعية: 
التكلفة على الناخب = (عدد الأصوات) ٢ .
| عدد الأصوات | كلفة الصوت الواحد |
| ----------- | ----------------- |
| ١           | ١                 |
| ٢           | ٤                 |
| ٣           | ٩                 |
| ٤           | ١٦                |
| ٥           | ٢٥                |

تشير الطبيعة التربيعية للتصويت إلى أن الناخب يمكنه استخدام أصواته بشكل أكثر كفاءة من خلال توزيعها على عددٍ من القضايا. على سبيل المثا ، يمكن للناخب الذي تبلغ ميزانيته ١٦ رصيدًا تصويتيًا أن يخصص رصيد صوت واحد لستة عشر قضية مختلفة. ومع ذلك، إذا كان لدى الفرد شغف أو عاطفة أقوى بشأن قضية ما، فيمكنه تخصيص ٤ أصوات لقضية واحدة بتكلفة ١٦ رصيد تصويت، باستخدام ميزانيته بالكامل بشكل فعال. تظهر هذه الآلية تجاه التصويت أن هناك حافزًا كبيرًا لشراء وبيع الأصوات، أو تداول الأصوات. يوفر استخدام نظام الاقتراع المجهول حماية الهوية من شراء الأصوات أو التداول، حيث لا يمكن للمشتري أو التاجر التحقق من هذه التبادلات. 